# Reuben Archer Torrey

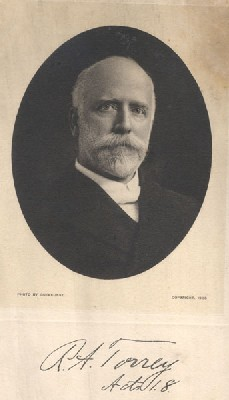
R.A. Torrey

Reuben Archer Torrey (Hoboken (New Jersey), 28 januari 1856 -  Asheville (North Carolina), 26 oktober 1928) is een Amerikaanse evangelist, predikant en schrijver.

## Levensloop
Torrey studeerde in 1875 af van de Yale-universiteit en in 1878 van Yale Divinity School. Daarna werd hij beroepen als predikant door een Congregationalistiche kerk in Garrettsville, Ohio. In oktober 1879 trouwde hij met Clara Smith. Samen kregen zij vijf kinderen. Van 1882 tot 1883 studeerde Torrey ook nog theologie aan de Universiteit van Leipzig en Erlangen Universiteit. Hij raakte in 1889 betrokken bij het werk van de evangelist Dwight L. Moody. Hij kreeg een leidinggevende rol aan de Chicago Evangelization Society (tegenwoordig bekend als het Moody Bible Institute). Nadat Moody in 1899 overleed nam hij de algemene leiding van het instituut over. Vijf jaar later werd hij predikant in de Chicago Avenue Church (tegenwoordig de Moody Church.
In 1898 was Torrey werkzaam als legerpredikant voor YMCA in Camp Chicamauga tijdens de Spaans-Amerikaanse Oorlog. Tijdens de Eerste Wereldoorlog vervulde hij eenzelfde soort rol in Camp Bowie (een krijgsgevangenkamp in Texas en Camp Kearny. Van 1902 tot 1903 sprak Torrey tijdens een evangelisatietour in bijna elk deel van de Engelstalige wereld. Van 1903 tot 1905 hield hij evangelisatiebijeenkomsten met hulp van de gospelzanger Charles McCallon Alexander. Hij bezocht in deze periode ook China, Japan, Australië en India. Daarnaast hield hij in 1906 en 1907 verschillende evangelisatiecampagnes in steden in Canada en Amerika. Hij deed dat in dezelfde soort stijl als Moody had gedaan in de jaren zeventig van de 19e eeuw. In 1907 ontving hij een eredoctoraat van Wheaton College.
De evangelist wilde in 1912 een gelijksoortig instituut als Moody Bible Institute opzetten en hij diende van 1912 tot 1924 als decaan aan het Bible Institute of Los Angeles (tegenwoordig Biola-universiteit). In 1915 diende hij ook als predikant voor de Church of the Open Doors. 
Torrey was ook schrijver. Hij schreef meer dan veertig boeken. Hij was ook van de drie redacteuren van The Fundamentals, een twaalfdelige serie waaraan later het christenfundamentalisme haar naam aan te danken had.
Zijn laatste evangelisatiebijeenkomst vond plaats in 1927 in Florida. Verdere bijeenkomsten moesten vanwege zijn falende gezondheid worden afgelast.
- Bibsys: 98000782
- Biblioteca Nacional de España: XX936982
- Bibliothèque nationale de France: cb12040876q (data)
- Catàleg d'autoritats de noms i títols de Catalunya: 981058514225506706
- CiNii: DA04998063
- Gemeinsame Normdatei: 118758497
- International Standard Name Identifier: 0000 0001 1021 7930
- Library of Congress Control Number: n79063512
- Nationale Bibliotheek van Letland: 000103081
- Bibliotheek van het Japanse parlement: 00550517
- Nationale Bibliotheek van Tsjechië: jn20040127014
- Nationale Bibliotheek van Israël: 987007269054305171
- Nederlandse Thesaurus van Auteursnamen: 072083727
- Istituto Centrale per il Catalogo Unico: IEIV050332
- LIBRIS: 391471
- SNAC: w6320qfz
- Système universitaire de documentation: 028607309
- Trove: 1243235
- Virtual International Authority File: 17240991
- WorldCat: E39PBJtCC8q7CyyVdRPvdkpgKd